# Hemau
Hemau – miasto w Niemczech, w kraju związkowym Bawaria, w rejencji Górny Palatynat, w regionie Ratyzbona, w powiecie Ratyzbona. Leży około 22 km na zachód od Ratyzbony, w Jurze Frankońskiej, przy drodze B8.

## Dzielnice
W skład miasta wchodzą następujące dzielnice: 
| - Aichkirchen - Berletzhof - Haag - Hemau - Hohenschambach - Klingen | - Kollersried - Langenkreith - Laufenthal - Neukirchen - Pellndorf - Pfälzerhof - Thonlohe |